# Paracolax
Paracolax là một chi bướm đêm thuộc họ Erebidae.

## Các loài
- Paracolax tristalis Fabricius, 1794